# Mary Bevis Hawton
Pour les articles homonymes, voir Bevis.
Mary Bevis (née le 4 septembre 1924 à Sydney et morte le 18 janvier 1981) est une joueuse de tennis australienne de la fin des années 1940 et des années 1950. Elle est aussi connue sous son nom marital, Mary Bevis-Hawton.
Elle était capitaine de l'équipe australienne finaliste de la Fed Cup en 1979 et 1980 (chaque fois défaite contre les États-Unis)

## Parcours en Grand Chelem (partiel)
Si l’expression « Grand Chelem » désigne classiquement les quatre tournois les plus importants de l’histoire du tennis, elle n'est utilisée pour la première fois qu'en 1933, et n'acquiert la plénitude de son sens que peu à peu à partir des années 1950.